# Роберт Франгеш-Михановић
Роберт Франгеш-Михановић (2. октобар 1872 — 12. јануар 1940) је био вајар хрватског порекла. Остао је упамћен као пионир модерне хрватске скулптуре. Такође је био истакнута личност на уметничкој сцени Загреба на прелазу из деветнаестог у двадесети век.

## Биографија
Рођен је 2. октобра 1872. године у Сремској Митровици, у тадашњој Аустроугарској монархији (данас у граду на територији Аутономне покрајине Војводине у Србији ). Похађао је Занатску школу у Загребу 1889. године. Затим одлази у Беч, где је студирао на Школи за уметност и занате (1889–1894) и Уметничкој академији (1894–1895). Наставио је студије у Паризу (1900-1901), где је упознао Огиста Родена и Медарда Роса.
Франгеш-Михановић је предавао у Занатској школи у Загребу у периоду од 1895. до 1907. године. Такође је предавао вајарство на Академији уметности. Био је један од покретача и организатора уметничког живота у Загребу на прелазу између векова, као један од оснивача Друштва хрватских уметника (1897), фолклорног друштва Ладо (1904) и Уметничке академије (1907). Основао је ливницу бронзе у Академији и довео прве ливаче. Био је члан неколико академија: ХАЗУ, САНУ и Прашке академије. Преминуо је у Загребу 12. јануара 1940. године.

## Дела
Његове медаље и сертификати са фигуративним и животињским темама као што су Херакле Бик (1899), Виноградари (1900), Ћуран (1904) и Радник (1906) представљају полазну тачку хрватског медаљарства. Створио је статуете, као што су „Плах“ (1902), „Бег у Египат“ (1906), „Отмица Европе“ (1907); портрете, као што је Ватрослав Лисински (1895); бисте, као што су „Антун Михановић“ (1908) у Клањцу и „Антун и Стјепан Радић“ (1936) у Требарјеву Десном.
1987. године је направио споменик „Умирући војник“ који је посвећен палим борцима Шокчевићевог 78. пука у Осијеку . Заједно са његовом представом „Филозофија“ (1897) у Загребу, „Умирући војник“ представља најранији пример импресионизма међу хрватским скулптурама. Његово најмонументалније дело је коњичка скулптура Краљ Томислав (настала 1928–38, постављена 1947. у Загребу). Такође је израдио статуе на гробљу у Вараждину (Споменик смрти на породичној гробници Лајтнер, 1906. година) и Мирогоју (Радник на породичној гробници Милер, 1935. година). Израдио је архитектонске скулптуралне елементе на зградама у Загребу, као што су алегоријски рељефи Филозофије, Теологије, Медицине и Фрустрације на Државном архиву.
Његова дела обухвата стилове академизма, симболизма и модернизма (импресионизма). У својој зрелој фази, развио је лични стил слободног реализма. Такође се бавио уметничким занатима.